# Maishan

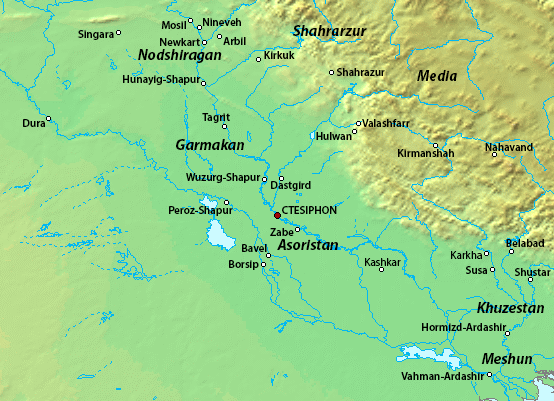
Mappa del Maishan (in basso a destra) e delle province circostanti

Maishan era una satrapia (provincia) dell'impero sasanide, costituita dai regni vassalli parti di Mesene e Characene, arrivando a nord lungo il corso dello Shatt al-Arab e dunque al basso corso del Tigri fino a Madhar e possibilmente oltre. I suoi abitanti comprendevano babilonesi, arabi, iranici, e anche in minima parte indiani e malesi (forse schiavi portati dal sub-continente indiano). La provincia, importante per il commercio lungo il Golfo Persico, era molto fertile (secondo Strabone il miglior luogo per l'orzo) e possedeva molte palme di datteri.